# الطاقة في المملكة المتحدة

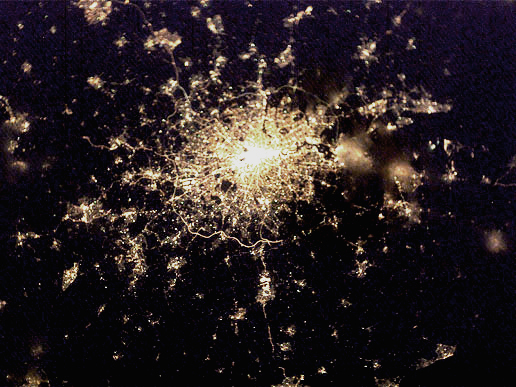

بلغ استهلاك الطاقة في المملكة المتحدة 2,249 تيرا واط في الساعة (193.4 مليون طن من المكافئ النفطي) عام 2014.
يساوي هذا استهلاكًا للطاقة مقداره 43.82 ميغا واط في الساعة للفرد الواحد (3.00 طن من المكافئ النفطي) مقارنة بعام 2010 كان المعدل العالمي 21.54 ميغا واط في الساعة (1.85 طن من المكافئ النفطي). كان الطلب على الكهرباء عام 2014 34.42 غيغا واط، وسطيًا (301.7 تيرا واط في الساعة على مدار العام) قادمة من توليد طاقة كلي مقداره 335.0 تيرا واط في الساعة.
حددت حكومات المملكة المتحدة المتعاقبة العديد من التعهدات لتقليل انبعاثات غاز ثنائي أكسيد الكربون. أحدها كان خطة الانتقال إلى مصادر طاقة الكربون المنخفض الذي أطلقتها حكومة براون في شهر يوليو من عام 2009، والتي تهدف إلى توليد 30% من الكهرباء من مصادر متجددة، و40% من الوقود منخفض الكربون بحلول عام 2020. خاصة أن المملكة المتحدة واحدة من أفضل الأماكن في أوروبا لتوليد الطاقة الكهربائية من الرياح وهي الطريقة الأسرع نموًّا.
ساهمت طاقة الرياح بنحو 15% من توليد الكهرباء في المملكة المتحدة عام 2017.
تجري التزامات الحكومة بتخفيض الانبعاثات على خلفية الأزمة الاقتصادية في أنحاء أوروبا. خلال الأزمة المالية الأوروبية، تقلص استهلاك أوروبا من الكهرباء بمقدار 5%، كذلك واجه الإنتاج الأولي انخفاضًا ملحوظًا.
تقلص العجز التجاري البريطاني بمقدار 8% بفضل الانخفاض الكبير في واردات الطاقة.
بين عام 2007 وعام 2015، انخفضت ذروة الطلب على الكهرباء في المملكة المتحدة من 61.5 غيغا واط إلى 52.7 غيغا واط.
تهدف سياسة الطاقة في المملكة المتحدة إلى لعب دور أساسي في الحد من انبعاثات الغازات الدفيئة، وتلبي في نفس الوقت الحاجة من الطاقة. تغيير مصادر الطاقة المتوفرة واستحداث التقنيات، غيّر أيضًا مزيج الطاقة المعتمد في البلاد من خلال التغيرات في الأسعار.
في عام 2018، صُنفت المملكة المتحدة السادسة عالميًا في مؤشر الأداء البيئي، الذي يقيس كيفية تولي البلاد لسياستها البيئية.

## مصادر الطاقة

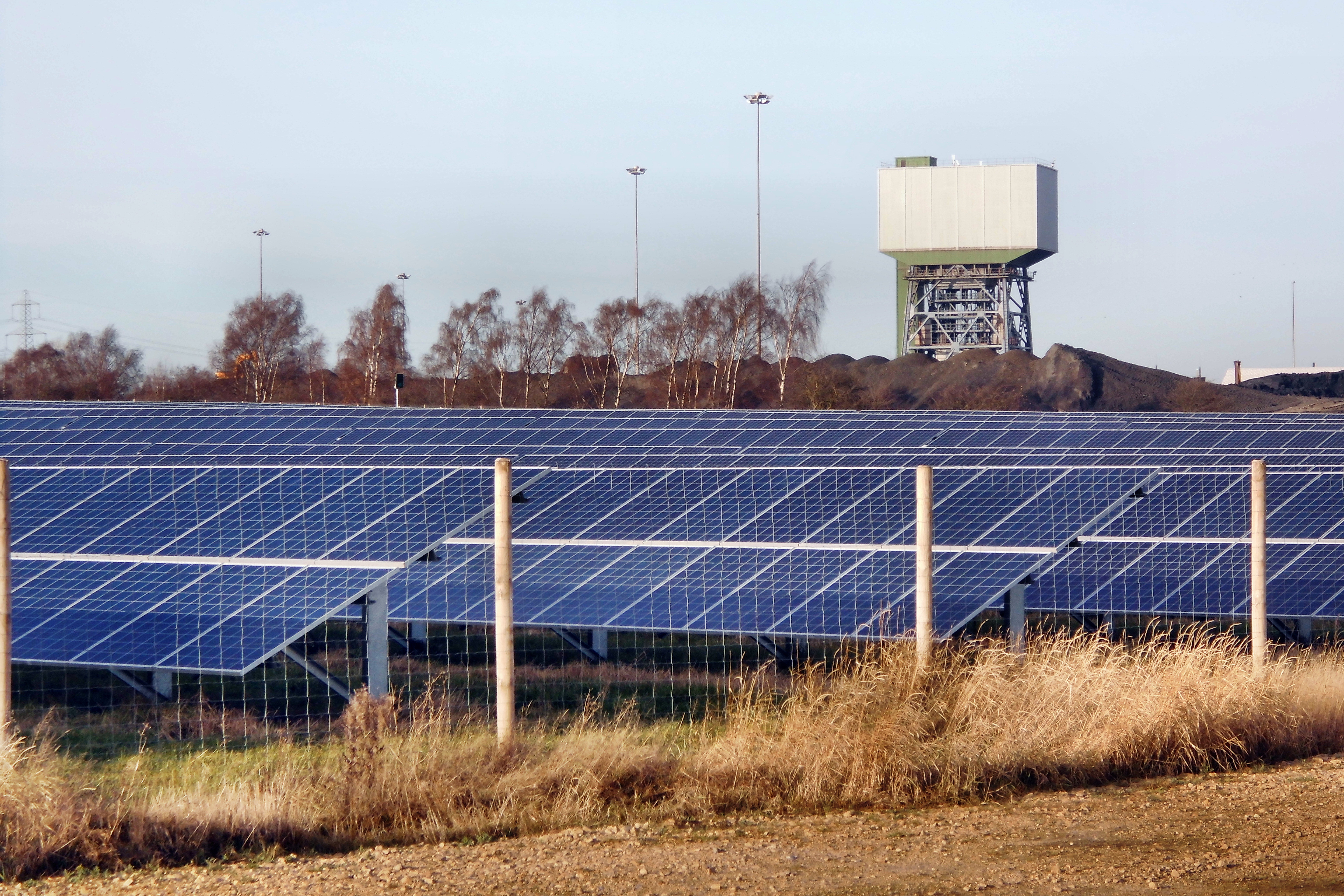
مصادر الطاقة البديلة في نورث يوركشاير: الألواح الشمسية في موقع كولينجلي كوليري، ديسمبر 2017